# Louis Dupuis

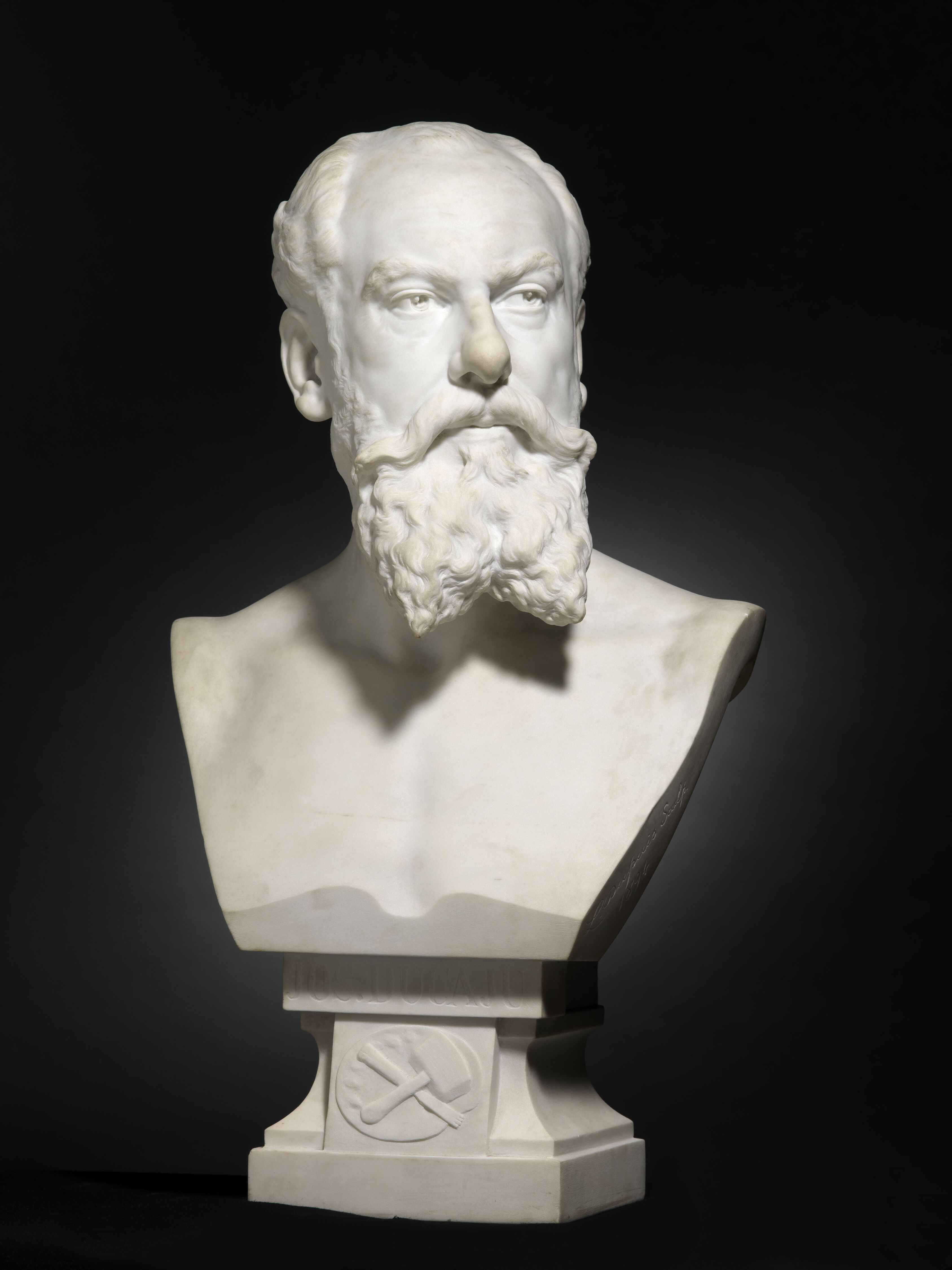
Buste van Joseph Ducaju (1894)

Louis Francois Joseph Dupuis (Lieze, 20 april 1842 – Antwerpen, 13 november 1921) was een Belgisch beeldhouwer, medailleur en kunstschilder.

## Leven en werk
Louis Dupuis was een zoon van Louis Etienne Dupuis, brigadier bij de douane, en Fanny Bertranda Josephina Gérard. Hij werd als 11-jarige ingeschreven voor de zomercursus van 1853 aan de Koninklijke Academie voor Schone Kunsten van Antwerpen. Hij volgde er meerdere cursussen en vanaf 1858 beeldhouwlessen bij Jozef Geefs, later kreeg hij ook les van Jean Van Arendonck. 
Dupuis schilderde, beeldhouwde en ontwierp penningen. Als beeldhouwer maakte hij monumentaal en decoratief werk, maar vooral portretten, in de vorm van portretmedaillons en bustes. Hij dong drie maal mee naar de Prix de Rome: in 1864 behaalde hij de eindproef (winnaar Frans Deckers), in 1869 en 1872 werd hij tweede (achter resp. Gaston Marchant en Jean Cuypers). Dupuis nam deel aan diverse Salons en (wereld)tentoonstellingen. Van zijn buste van collega-beeldhouwer Joseph Ducaju toonde hij de gipsen versie op de wereldtentoonstelling van 1885, de marmeren versie op de wereldtentoonstelling van 1894, beide in Antwerpen. Op de wereldtentoonstelling van 1910 in Brussel behaalde hij een zilveren medaille.
De kunstenaar trouwde driemaal: in 1871 met Anna Johanna Friederika Harms (1839-1874), in 1876 met Maria Philomena Francisca De Roy (1848-1877) en in 1878 met Maria de Visser (1859). Uit het tweede huwelijk werd zoon Toon Dupuis (1877-1937) geboren, die ook beeldhouwer werd. Louis Dupuis overleed op 80-jarige leeftijd.

## Enkele werken
- ca. 1874: fries met wapen van de stad en spelende kinderen voor de Koninklijke Nederlandse Schouwburg aan de Kipdorpbrug in Antwerpen.
- 1882: gevelsculptuur, waar onder portretmedaillons, voor het huis van René Moretus-de Theux aan de Quinten Matsijslei in Antwerpen.
- 1883: leeuwen en medaillons (van Karel Rogier, baron Auguste Lambermont en burgemeester Filips van Marnix van Sint-Aldegonde) voor het monument Schelde Vrij op de Marnixplaats. Het monument werd ontworpen door architect Jean-Jacques Winders. Jacques De Braekeleer verzorgde de beelden van Neptunus en Mercurius en Frans Floris de schrijvende vrouwenfiguur. Het ontwerp is van 1873, pas in 1883 werd het monument opgeleverd.
- stenen kop van J.J. Winders op diens huis om de Tolstraat in Antwerpen.
- ca.1883: Schilderkunst en Beeldhouwkunst, allegorische vrouwenbeelden op de kop van Duipuis' eigen woonhuis aan de Verdussenstraat in Antwerpen.
- 1885: De Krijtverkoopster, collectie Koninklijke Verzameling België.
- 1888: marmeren buste van Gerardus Frederik Westerman, directeur van Artis.
- 1889: marmeren buste van Jacques Vekemans, directeur van de Antwerpse Zoo. Collectie Antwerpse Zoo.[6]
- 1889-1890: buste van Willem Ogier aan het Steenplein in Antwerpen.
- 1891-1900: albasten portret en gedenkpenning (1903) van Fritz Mayer van den Bergh.[7]
- 1894: marmeren buste van beeldhouwer Joseph Ducaju, collectie KMSKA.
- 1900: bronzen beeld van Archimedes, collectie Museum Vleeshuis.
- 1905: marmeren buste van Pierre Koch, eerste conservator Koninklijk Museum voor Schone Kunsten Antwerpen, collectie KMSKA
- 1905: Architectuur, allegorisch beeld voor de hoofdgevel van het KMSKA. Het is het eerste van de vier beelden tussen de zeven medaillons op de attiek. De andere zijn Schilderkunst (Eugène De Plyn), Beeldhouwkunst (Ducaju) en Grafische kunst (Robert Fabri).[8]
- 1906: portretplaquette A. Pauwels, i.s.m. Paul Fisch, collectie KMSKA
- buste van de auteur Hendrik Conscience, collectie Académie royale des sciences, des lettres et des beaux-arts de Belgique.[9]

## Fotogalerij

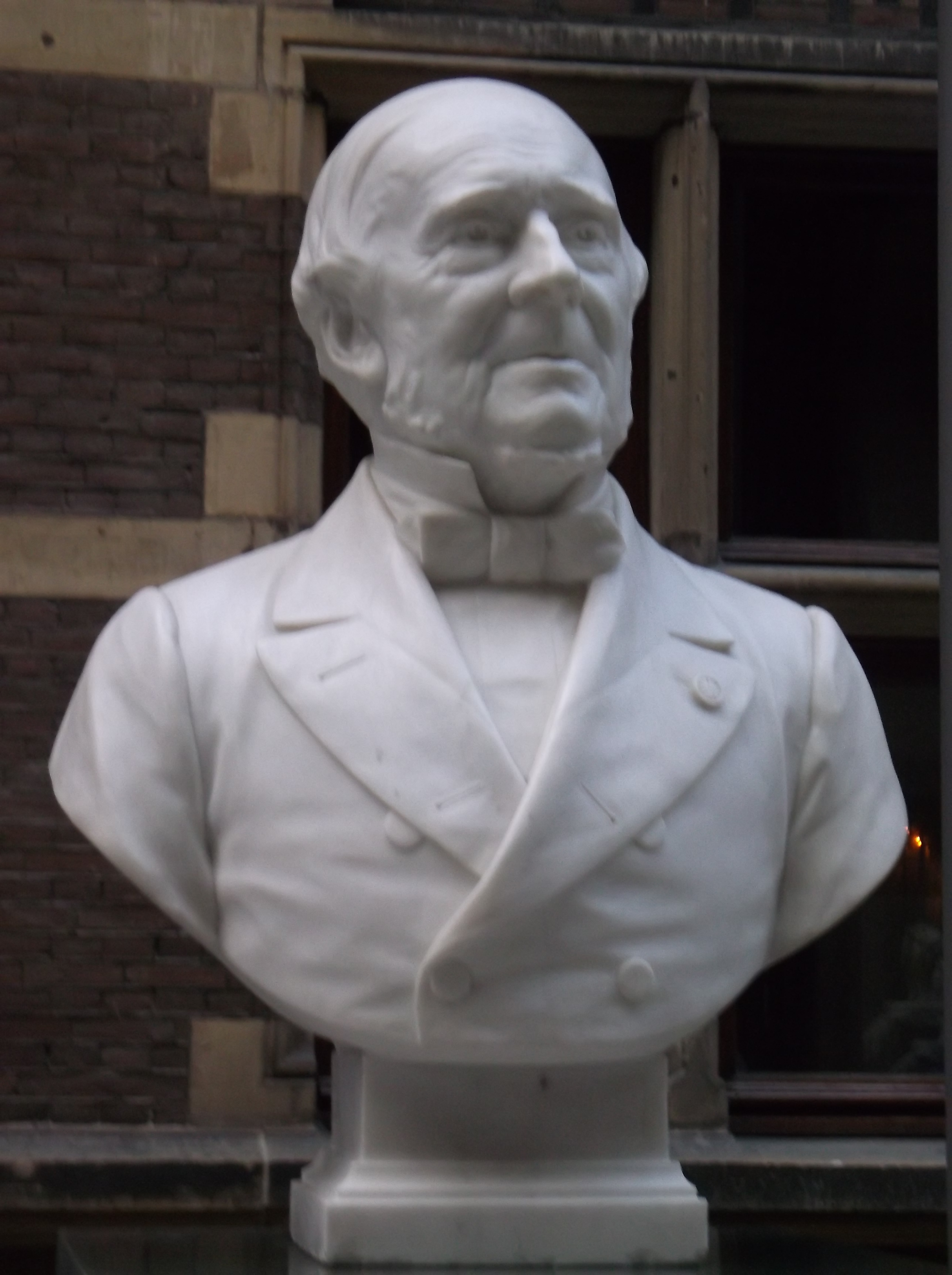
Gerardus Frederik Westerman (1888)
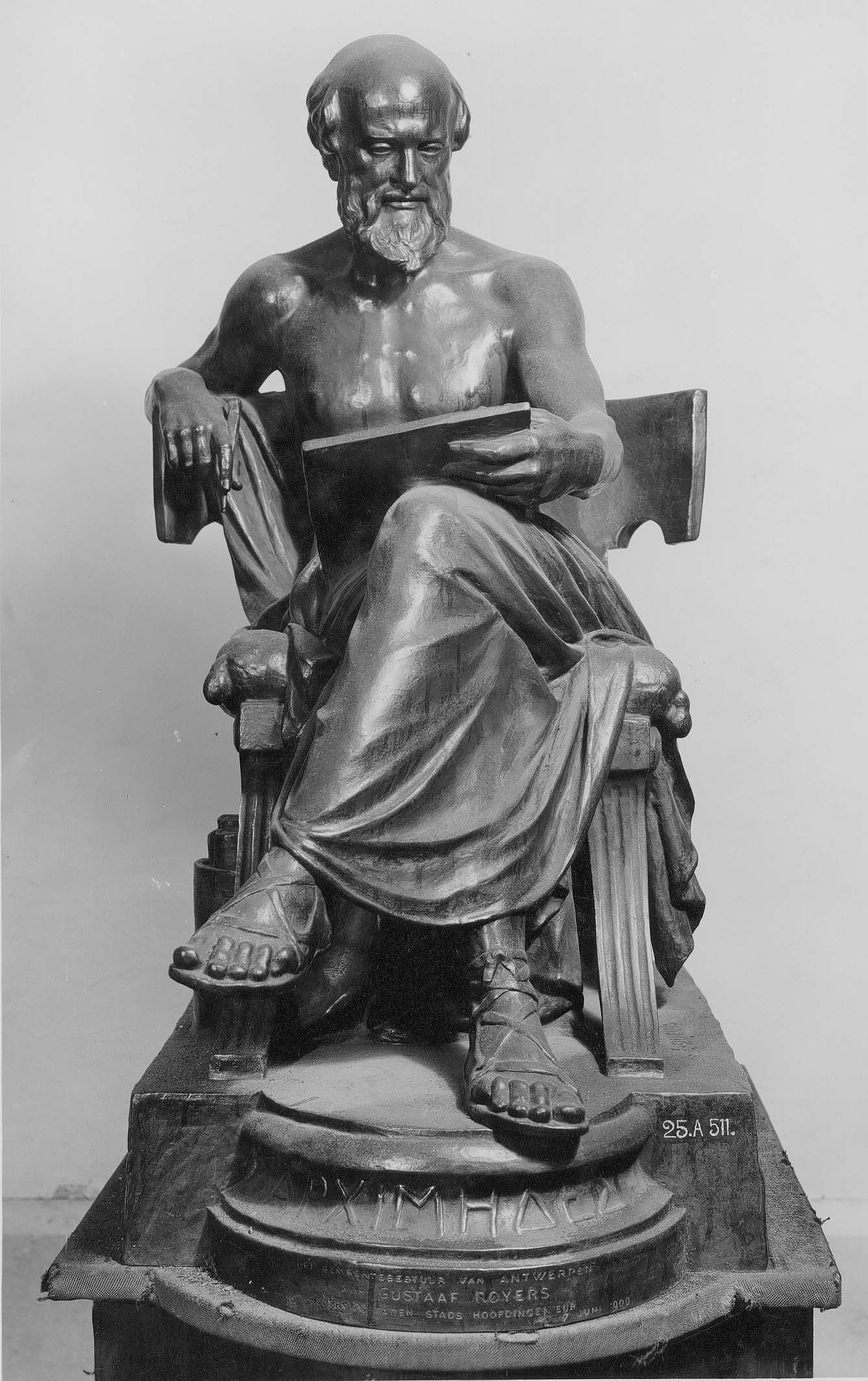
Archimedes (1900)
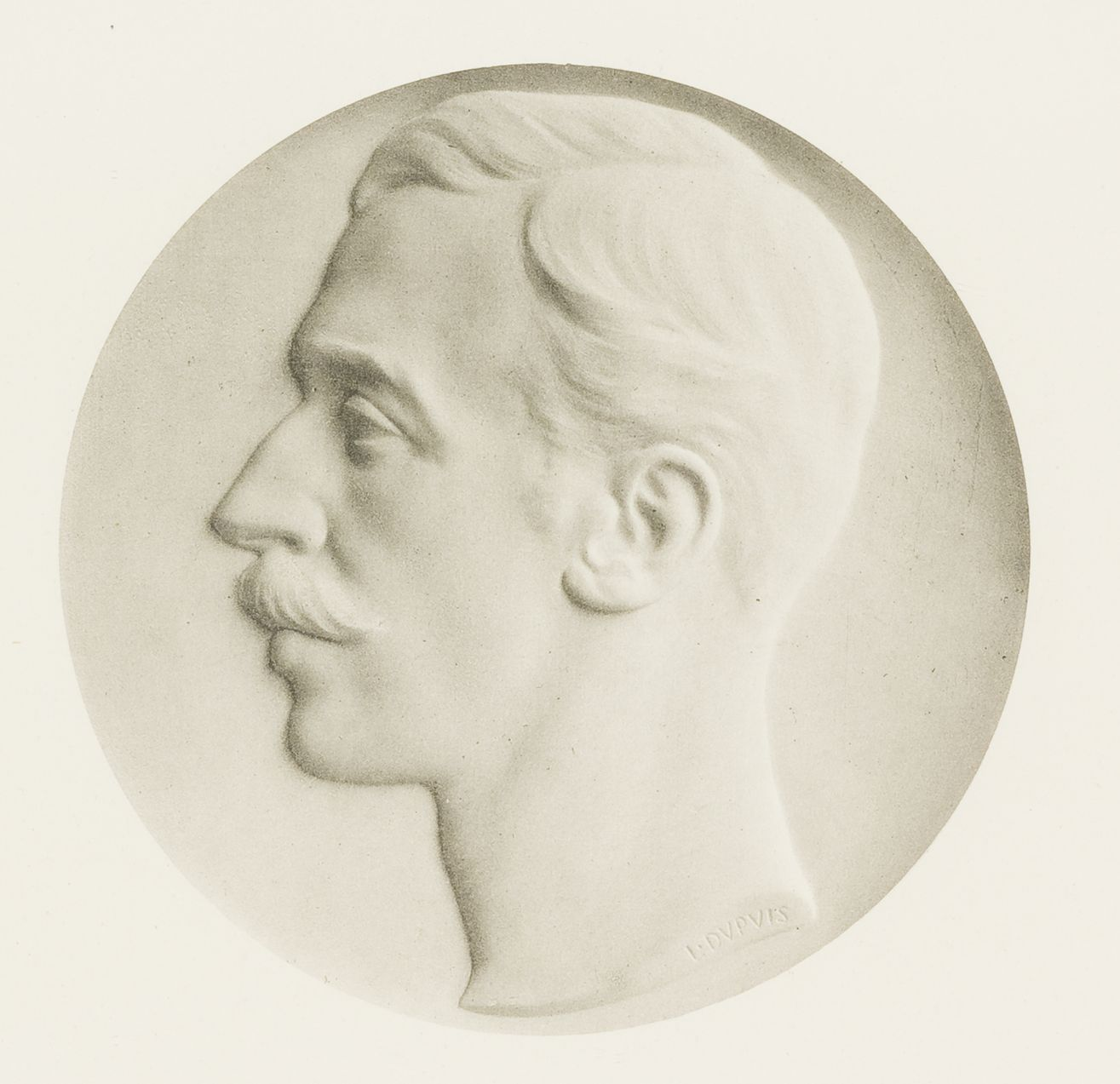
Fritz Mayer van den Bergh (ca.1900)
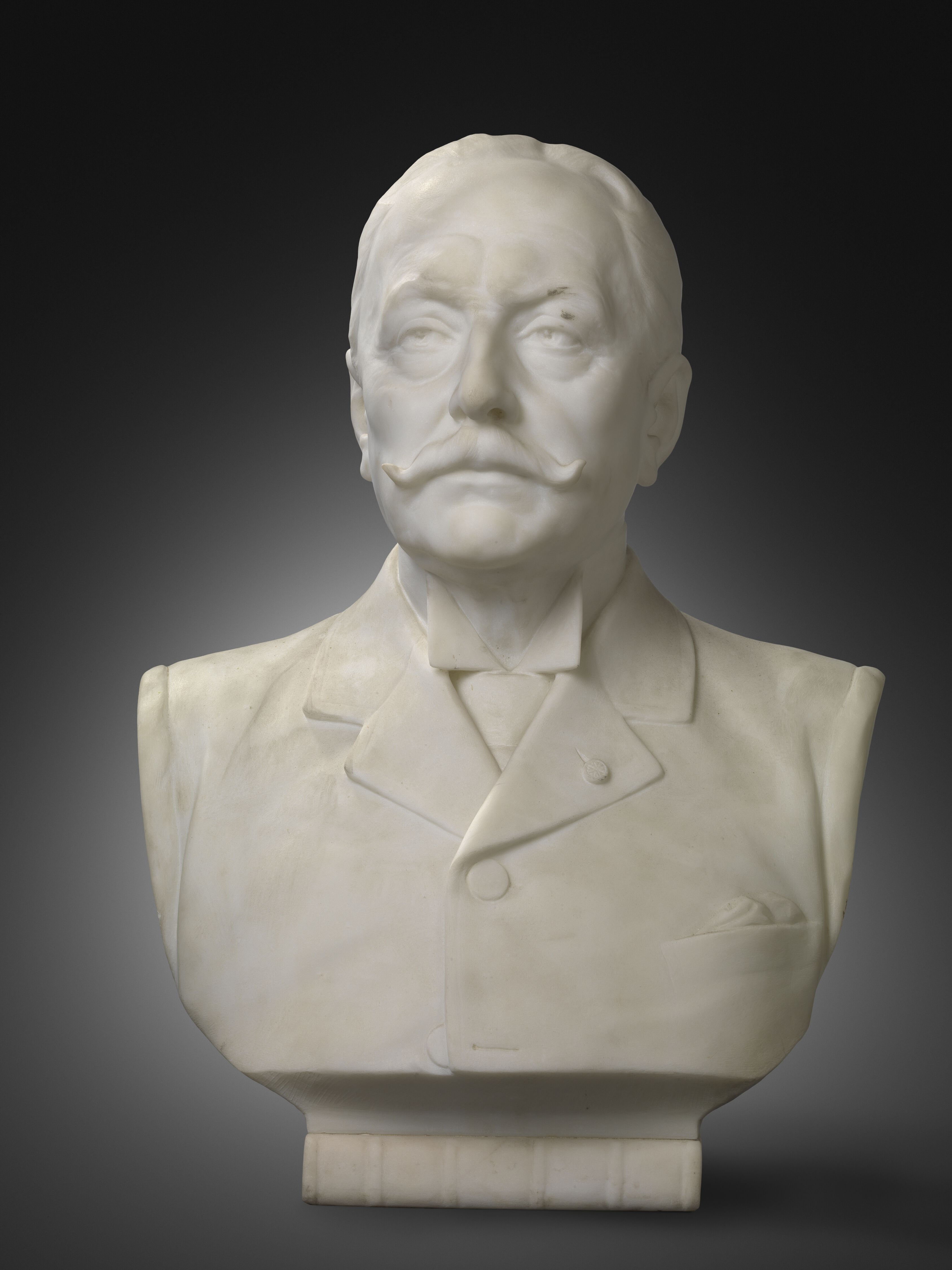
Pierre Koch (1905)

- RKD-Nederlands Instituut voor Kunstgeschiedenis: 24973